# Bergen-Belsen
Konzentrationslager Bergen-Belsen – niemiecki obóz koncentracyjny istniejący w latach 1940–1945 w III Rzeszy w pobliżu miasta Bergen.

## Historia obozu
Obóz został założony w pierwszej połowie 1940 jako obóz dla jeńców wojennych (Stalag 311(XI C)). Po zajęciu Belgii i Francji przetrzymano tu ok. 600 jeńców wojennych z tych państw. Od lipca 1941, czyli po rozpoczęciu operacji „Barbarossa” zostało w nim umieszczonych ok. 21 000 jeńców radzieckich. Jeńcy byli przetrzymywani pod gołym niebem, stąd podczas pierwszej zimy (1941/1942) 14 000 spośród nich zmarło na skutek głodu i zimna, jak i epidemii tyfusu plamistego.
Następnie obóz rozrósł się do dużych rozmiarów i zawierał kilka różniących się od siebie części:
- Obóz Gwiazdy, w którym przetrzymywano ok. 4000 Żydów, głównie holenderskich, zmuszanych do pracy.
- W kwietniu 1943 część obozu została przekazana SS i przekształcona w Aufenthaltslager (pl. obóz pobytowy) będący obozem zbiorczym dla kilku tysięcy Żydów przeznaczonych do ewentualnej wymiany za internowanych Niemców.
- Obóz specjalny, zawierający od 1943 kilka tysięcy Żydów z Polski, posiadających dokumenty południowoamerykańskie (zob. Hotel Polski), wyizolowanych ze względu na swą wiedzę o zagładzie. Niepracujący.
- Obóz neutralnych, w którym znalazły się setki Żydów – obywateli państw neutralnych w II wojnie światowej (np. ze Szwajcarii). Warunki były lżejsze, głównie ze względu na brak pracy w komandach.
- Obóz węgierski, powstały w 1944 r. Więźniów w nim przebywających Niemcy chcieli wymienić za pieniądze i dobra z zagranicznymi organizacjami żydowskimi.
- Olbrzymi lazaret dla więźniów, miejsce śmierci wielu z nich.

Dodatkowo duże przestrzenie obozu służyły do przetrzymywania więźniów transferowanych z innych obozów do III Rzeszy, wśród nich wiele polskich kobiet.
Bergen-Belsen odegrał ważną rolę w dziejach tzw. marszów śmierci, czyli ewakuacji obozów w miarę posuwania się na Berlin wojsk alianckich. W grudniu 1944 zakończono przekształcanie Bergen-Belsen w obóz koncentracyjny. Napływ więźniów z innych obozów bardzo pogorszył warunki życia więźniów i doprowadził do wzrostu umieralności na skalę masową na przełomie 1944 i 1945 r. (głód, brak wody, choroby, warunki sanitarne).
Komendantami obozu byli:
- Hauptsturmführer SS Adolf Haas do grudnia 1944,
- Hauptsturmführer SS Josef Kramer od grudnia 1944.

Przed wyzwoleniem więźniów wywożono pociągami, jednym z nich był tzw. zaginiony pociąg. Obóz został wyzwolony 15 kwietnia 1945 przez 63. Pułk Artylerii Przeciwpancernej ppłk. Richarda Taylora z brytyjskiej 11. Dywizji Pancernej. Mimo wielkich wysiłków, aby uratować tych, którzy przeżyli, do końca kwietnia zmarło 9000, a do końca czerwca dalsze 4000 osób.

## Więźniowie i ofiary
Więźniowie pracowali w komandach roboczych w samym obozie i na zewnątrz niego. W KZ Bergen-Belsen zginęło ok. 50 000 więźniów obozu koncentracyjnego i ok. 20 000 jeńców wojennych – wśród nich przede wszystkim sowieckich, francuskich i belgijskich. Żołnierze, którzy wyzwalali obóz, znaleźli tysiące zwłok, których nie zdążono poddać kremacji. W obozie tym zmarła Anne Frank.

## Dzieje powojenne
Pierwszy pomnik (żydowski) powstał na terenie obozu w 1946 r. W tym samym roku umieszczono pomnik ku czci jeńców sowieckich. W 1966 r. powstała pierwsza wystawa stała na terenie obozu, odnowiona w 1990 r. Obecnie teren obozu jest udostępniony dla zwiedzających. Na terenie obozu znajduje się duży pomnik.

## Galeria

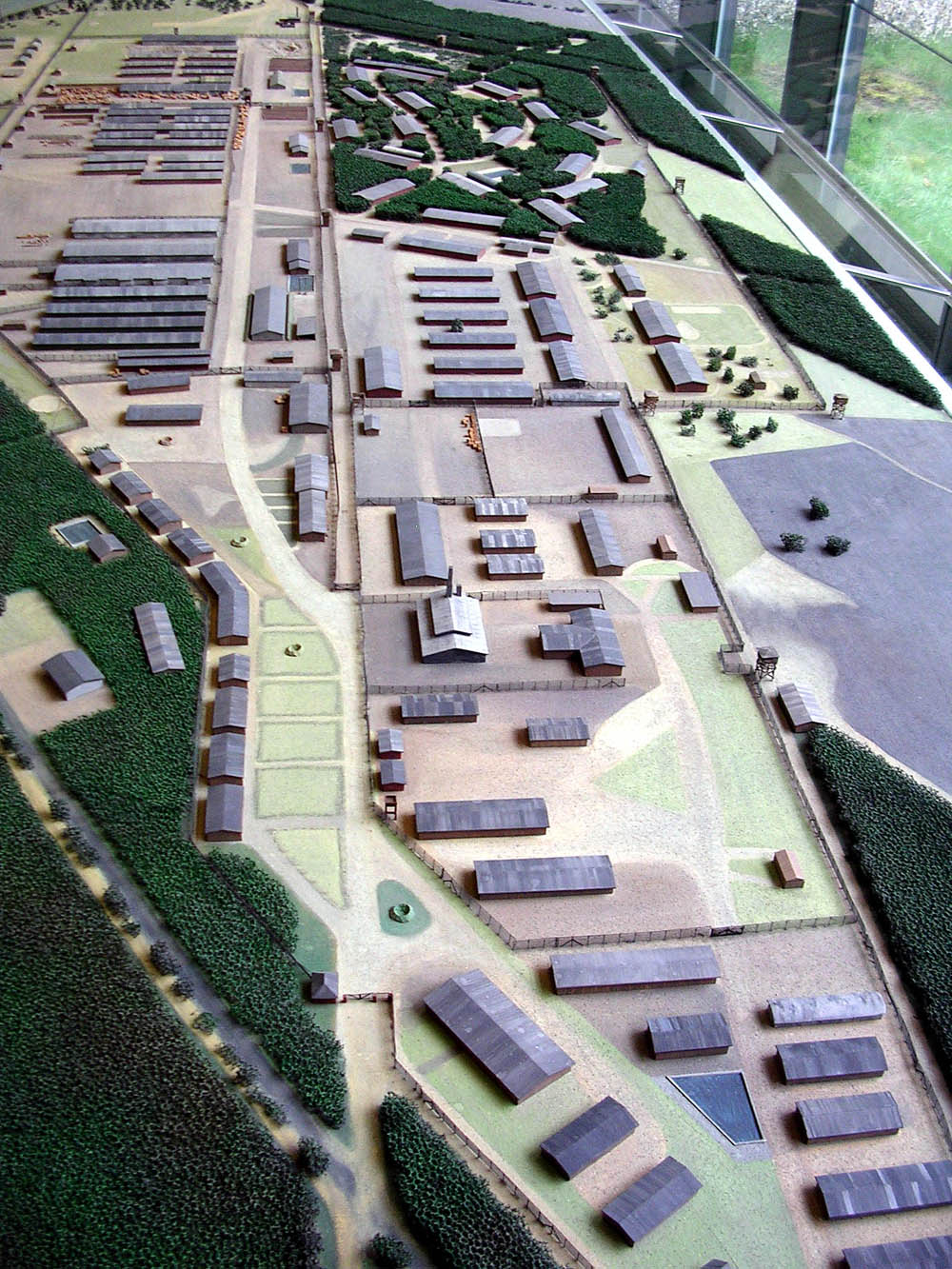
Makieta KL Bergen-Belsen
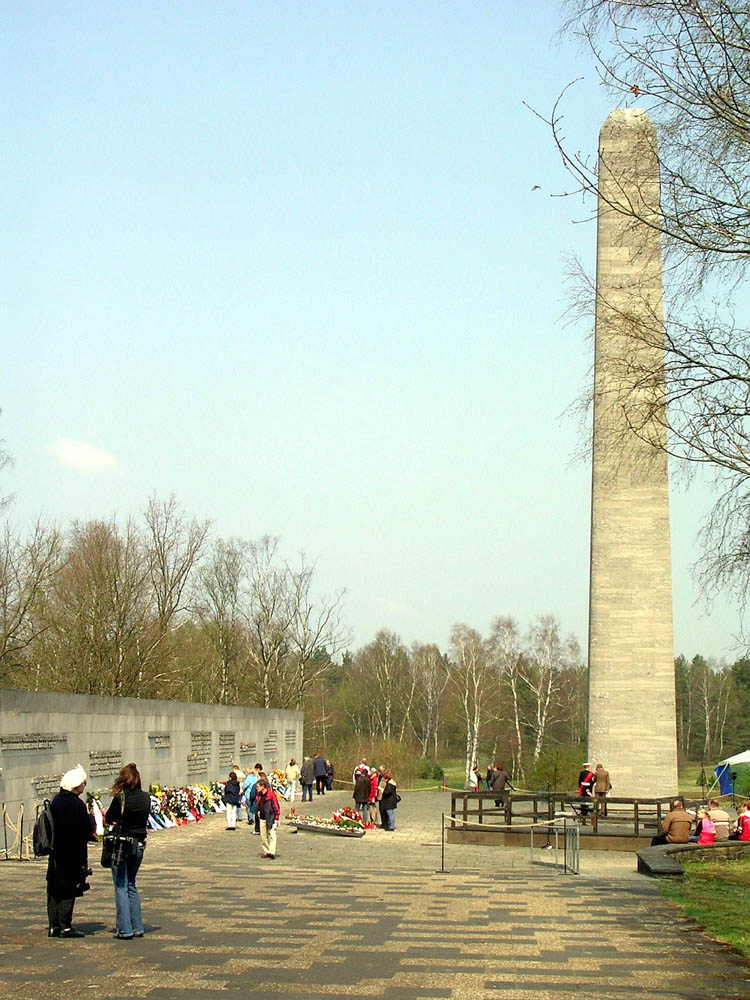
Pomnik główny i obelisk na terenie KL Bergen-Belsen
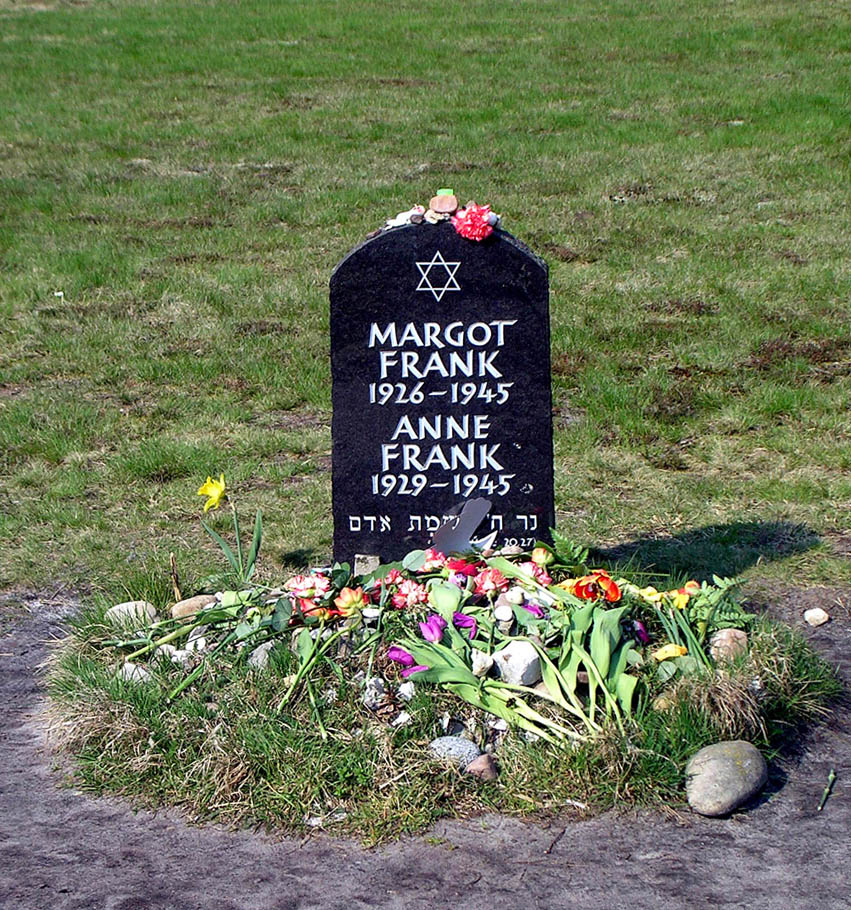
Symboliczna macewa Anne Frank na terenie KL Bergen-Belsen

## Literatura
Wykaz literatury dla serii artykułów o niemieckich obozach w latach 1933–1945 został umieszczony na osobnej stronie.